# Hansson de Wolfe United - Bästa
Bästa, Hansson de Wolfe Uniteds andra samlingsskiva från 1998. Skivan innehåller de flesta låtarna från Iskalla killen (full av mänsklig värme) (1979) och Existens Maximum (1981).

## Ljudspår
1. Iskalla killen
2. Var kommer barnen in?
3. Så trösterik
4. Vad gör väl ett regn ibland
5. En tidig morgon
6. Jag söker efter medlemskap
7. Existens Maximum
8. Vargen i din kropp
9. Snurra mitt lyckohjul
10. Min diamant
11. Din inre barometer
12. Ensam med dig vid ett fönsterbord
13. Minnenas sorl
14. Som att gunga sin själ i en hammock
15. (Sjung för mig) Byssan lull
16. Auf wiedersehen